# Église Saint-Joseph-Travailleur de Macao
Pour les articles homonymes, voir Église Saint-Joseph.
L'église Saint-Joseph-Travailleur (en chinois : 聖若瑟勞工主保堂) est une église construite à Macao en 1998 par l'architecte portugais Luis Tomás Piñeiro Nagy. Elle fait partie de la freguesia Notre-Dame de Fatima, dans le quartier Iao Hon (zh) au nord de Macao.

## Structure
À l’intérieur sont exposées quatorze icônes orientales qui représentent les principaux événements du christianisme (d'Abraham à la Pentecôte). Sur l'autel majeur se dresse une statue de la Sainte Famille.
Cette église est la principale du quartier et sa paroisse fut confiée par Monseigneur Domingos Lam Ka-tseung (en) aux pères comboniens en 1999,.